# Agatainukai no Hirotoji
Phu nhân Agatainukai no Hirotoji (県犬養広刀自 (Huyện Khuyển Dưỡng Quảng Đao Tự) , ? – 8 tháng 11 năm 762) là một mệnh phụ Nhật Bản sinh sống vào thời kỳ Nara. Bà là phi tần
của Thiên hoàng Shōmu.

## Tiểu sử
Agatainukai no Hirotoji xuất thân từ nhà Agatainukai, một dòng họ quý tộc trung lưu trong xã hội Nhật Bản lúc bấy giờ, là con gái của ông Agatainukai no Morokoshi (県犬養唐 (Huyện Khuyển Dưỡng Đường)).

## Hậu cung
Hirotoji là phi tần được sách phong Chính tam vị Phu nhân (夫人), cao thứ ba trong hậu cung của Thiên hoàng Shōmu.

## Hậu duệ
Là phi tần của Thiên hoàng Shōmu, bà sinh được một hoàng tử và hai hoàng nữ:
- Hoàng nữ: Inoe (717 - 775) - Hoàng hậu của Thiên hoàng Kōnin
  - Cháu: Sakihito (754 - 829) - Hoàng phi của Thiên hoàng Kanmu
  - Cháu: Osabe (761 - 775) - Hoàng thái tử của Thiên hoàng Kōnin
- Hoàng nữ: Fuwa (723 - 795) - Vương phi của Diêm Thiêu vương Higami no Shioyaki
  - Cháu: Higami no Shikeshimaro
  - Cháu: Higami no Kawatsugu
- Hoàng tử: Thân vương Asaka (728 - 744)